# Kemira
Kemira Oyj ist ein 1920 gegründetes, finnisches Chemie-Unternehmen mit Sitz in Helsinki.

## Geschäftsfelder
Es ist in drei Geschäftsbereiche unterteilt:
- Water Solutions (Chemikalien zur Wasserbehandlung)
- Packaging & Hygiene Solutions (Spezialchemikalien zur Herstellung von Verpackungsmaterial und Hygieneartikeln auf Basis von Naturfasern)
- Fiber Essentials (Bleichmittel zur Herstellung von Zellstoff)

Es ist unter anderem auf papiertechnische Zulieferprodukte, insbesondere Leimungsmittel, Farbstoffe und Biozide, spezialisiert. Im Zuge der Restrukturierung erwarb Kemira die gesamte papierchemische Sparte von Lanxess, die wenige Monate zuvor Bestandteil von Bayer war. Neben dem reduzierten Personalstand erwarb das Unternehmen auch einige Patente, zum Beispiel für kohlefreies Durchschreibepapier. Durch diese Akquisition war Kemira für einige Zeit das weltweit führende Unternehmen in diesem Bereich.

## Geschichte
Das Unternehmen wurde 1920 als Valtion Rikkihappo- ja Superfosfaattitehtaat Oy (dt. Staatliche Schwefelsäure- und Superphosphatwerke AG) gegründet. Im Jahr 1961 erfolgte die Verkürzung in Rikkihappo Oy (dt. Schwefelsäure AG) und 1972 schließlich die Umbenennung in Kemira Oy.
Seit dem 10. November 1994 werden Kemiras Aktien an der Börse Helsinki gehandelt und damit einhergehend erfolgte die Umfirmierung in Kemira Oyj.
Am 1. April 2005 kaufte Kemira die niederländische Verdugt BV mit einer Produktionsstätte in Tiel und integrierte diese in den Unternehmensbereich ChemSolutions.
Seit 2008 liegt der Fokus des Unternehmens auf dem Wasser-Segment, in dem es Chemikalien und Dienstleistungen für die Wasseraufbereitung anbietet.
Zum 1. März 2013 verkaufte Kemira im Rahmen der Fokussierungsstrategie das Werk in Tiel mit den Geschäftsfeldern Nahrungsmittel, Pharmazie sowie Acetat-basierte Chemikalien aus dem Bereich ChemSolutions an das US-amerikanische Unternehmen Niacet.
Zum 6. März 2014 erfolgte der Verkauf des Werks in Oulu zur Produktion von Methansäure an das damals noch belgische Unternehmen Taminco und der Unternehmensbereich ChemSolutions wurde aufgelöst.
Im Oktober 2014 wurde ein Werk im Chempark Dormagen zur Produktion von Chemikalien für die Wasseraufbereitung eröffnet.
Sitz der Deutschlandzentrale ist im Frankfurt Airport Center. In Österreich hat das Unternehmen seinen Standort in Krems an der Donau.
Mit Abstand größte einzelne Aktionärin ist (Stand Mai 2025) mit rund 23 % die Investmentgesellschaft Oras Invest.